# Cape Stallworthy
Cape Stallworthy är en udde i Kanada.   Den ligger i territoriet Nunavut, i den norra delen av landet, 4 100 km norr om huvudstaden Ottawa.
Terrängen inåt land är varierad. Havet är nära Cape Stallworthy åt nordväst. Trakten runt Cape Stallworthy är nära nog obefolkad, med mindre än två invånare per kvadratkilometer.. Det finns inga samhällen i närheten.
Tundraklimat råder i trakten.